# Die Streuner
Die Streuner (с нем. — «Бродяги») ― немецкая группа, исполняющая музыку по средневековым мотивам. Была образована в 1994 году, с тех пор регулярно даёт концерты и выступает на музыкальных фестивалях.

## Музыкальный стиль
Репертуар Die Streuner представляет собой собрание композиций средневековой музыки, и в частности средневековой музыки таверн. Он включает в себя средневековые застольные песни, старинные народные мелодии, а также подобные им по духу произведения эпохи Ренессанса. Тексты песен основываются на произведениях таких авторов, как Фридрих Шиллер, Генрих Гейне, Франсуа Вийон и Эрих Кестнер; в основном они исполняются на немецком языке, хотя иногда артисты также поют на французском и английском.
Группа была основана в 1994 году Мириамом Петцольдом и Роландом Кемпеном. Вскоре после этого к ним присоединились Мартин Зайферт и Карстен Хикштайн, а с прибытием Мэтью Роуз группа превратилась в квинтет.
Альбомы Die Streuner выпускаются на лейбле Emmuty Records, в качестве продюсера выступает Роланд Кемпен. В 2009 году был учреждён официальный фан-клуб группы под названием Wilden Gesellen.

## Дискография
- 1998: Wein, Weib und Gesang (Label: Emmuty Records/Vertrieb: Soulfood Music)
- 2000: Schnorrer, Penner, schräge Narren (Emmuty Records/Soulfood Music)
- 2002: Gebet eines Spielmanns (Emmuty Records/Soulfood Music)
- 2002: Malleus (EP, Emmuty Records)
- 2004: Fürsten in Lumpen und Loden (Emmuty Records/Soulfood Music)
- 2007: Fau (V) (Emmuty Records/Soulfood Music)
- 2009: Süßer die Streuner nie klingen (Emmuty Records)
- 2011: Hurra, na endlich (Emmuty Records)
- 2014: Hör rein! Schenk ein! (Emmuty Records)
- 2019: 25 (Emmuty Records)